# Ceratophyllidia papilligera
Ceratophyllidia papilligera is een zeenaaktslak die behoort tot de familie van de Phyllidiidae.
De lichaamskleur is wit met grijze tot zwarte, donkeromzoomde vlekken. Het weke lichaam wordt ongeveer 5 centimeter lang en draagt puntige structuren.
De slak komt voor in tropische delen van de westelijke Atlantische Oceaan, van Florida tot Costa Rica.